# Kar

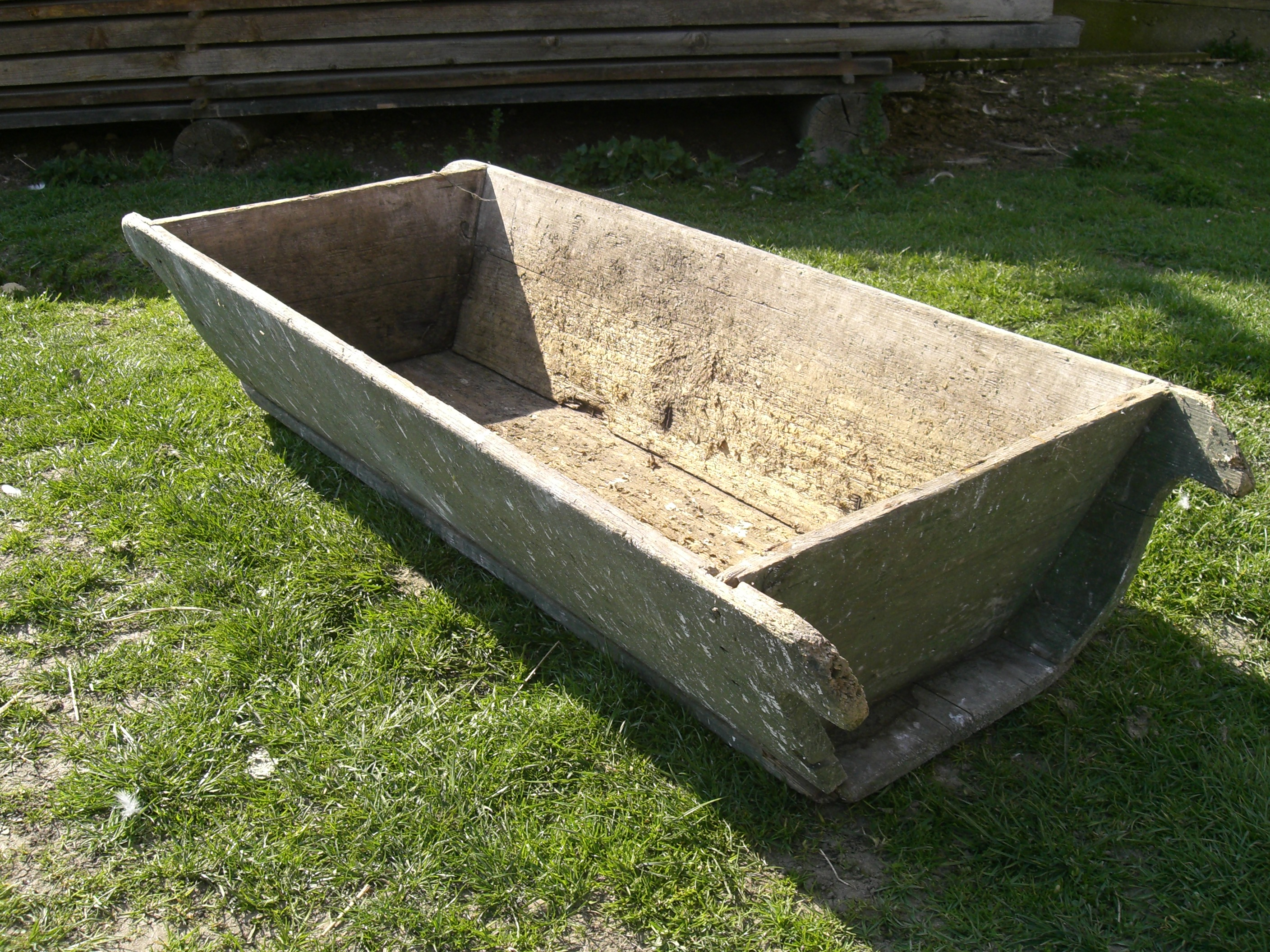
Ett kar i trä.

Kar var ett stort långsträckt laggkärl, som användes för insaltat kött och fläsk. Det hade en obestämd rymd, men ofta verkar det ha innehållit 78 liter. Byk- och ölkar var väsentligt större. Under medeltiden tillverkades mycket vida badkar, som dock knappast var mer än en aln höga. 